# Matt Olmstead
Matt Olmstead – amerykański scenarzysta i producent, znany głównie z seriali Nowojorscy gliniarze i Skazany na śmierć.

## Odcinki serialuSkazany na śmierć, nad którymi pracował Olmstead
- 1.04 –  "Cute Poison" (scenariusz)
- 1.14 – "The Rat" (scenariusz)
- 1.19 – "The Key" (scenariusz wspólnie z Zackiem Estrinem)
- 1.21 – "Go" (scenariusz)
- 2.02 – "Otis" (scenariusz)
- 2.14 – "John Doe" (scenariusz wspólnie z Nickiem Santora)
- 2.16 – "Chicago" (scenariusz wspólnie z Nickiem Santora)
- 2.21 – "Fin Del Camino" (scenariusz wspólnie z Sethem Hoffmanem)
- 3.02 – "Fire/Water" (scenariusz}
- 3.10 – "Dirt Nap" (scenariusz wspólnie z Sethem Hoffmanem)
- 3.13 – "The Art of the Deal" (scenariusz wspólnie z Sethem Hoffmanem)
- 4.01 – "Scylla" (scenariusz wspólnie z Kevinem Hooksem)